# Salvador Mariscal
Salvador Mariscal Murra (Torreón, 22 aprile 2003) è un calciatore messicano, centrocampista del Santos Laguna.

## Caratteristiche tecniche
È un centrocampista difensivo.

## Carriera

### Club
È cresciuto nel settore giovanile del Santos Laguna, con cui ha debuttato il 15 gennaio 2023 nell'incontro di Liga MX vinto 3-0 contro il Pumas UNAM.

### Nazionale
Ha giocato nella nazionale giovanile messicana Under-20.

## Statistiche

### Presenze e reti nei club
Statistiche aggiornate al 4 marzo 2025.
| Stagione        | Squadra         | Campionato      | Campionato | Campionato | Coppe nazionali | Coppe nazionali | Coppe nazionali | Coppe continentali | Coppe continentali | Coppe continentali | Altre coppe | Altre coppe | Altre coppe | Totale | Totale | Totale |
| Stagione        | Squadra         | Comp            | Pres       | Reti       | Comp            | Pres            | Reti            | Comp               | Pres               | Reti               | Comp        | Pres        | Reti        | Pres   | Reti   |        |
| --------------- | --------------- | --------------- | ---------- | ---------- | --------------- | --------------- | --------------- | ------------------ | ------------------ | ------------------ | ----------- | ----------- | ----------- | ------ | ------ | ------ |
| 2022-2023       | Santos Laguna   | LMX             | 11         | 0          | -               | -               | -               | -                  | -                  | -                  | -           | -           | -           | 11     | 0      |        |
| 2023-2024       | Santos Laguna   | LMX             | 10         | 0          | -               | -               | -               | -                  | -                  | -                  | LC          | 0           | 0           | 10     | 0      |        |
| 2024-2025       | Santos Laguna   | LMX             | 23         | 0          | -               | -               | -               | -                  | -                  | -                  | LC          | 3           | 0           | 26     | 0      |        |
| Totale carriera | Totale carriera | Totale carriera | 44         | 0          |                 | -               | -               |                    | -                  | -                  |             | 3           | 0           | 47     | 0      |        |